# Белок Сен Кламан
Белок Сен Кламан (фр. Belloc-Saint-Clamens) насеље је и општина у јужној Француској у региону Миди Пирене, у департману Жерс која припада префектури Миранд.
По подацима из 2011. године у општини је живело 134 становника, а густина насељености је износила 12,77 становника/km². Општина се простире на површини од 10,49 km². Налази се на средњој надморској висини од 255 метара (максималној 272 m, а минималној 159 m).

## Демографија
| 1962. | 1968. | 1975. | 1982. | 1990. | 1999. | 2011. |
| ----- | ----- | ----- | ----- | ----- | ----- | ----- |
| 172   | 177   | 144   | 143   | 147   | 148   | 134   |

График промене броја становника у току последњих година